# Thang đo Mercalli
Thang đo Mercalli là một loại thang để phân loại các cơn động đất dựa trên những thiệt hại khả kiến.

## Các mức cường độ
Thang Mercalli có 12 mức điển hình cho cường độ có thể được quan sát ở gần tâm chấn:
| Mức 1  | Không một rung động nào có thể nhận ra. |
| Mức 2  | Một vài người có thể cảm nhận được khi họ đang nằm nghỉ hoặc trên một tòa nhà cao tầng.                                                     |
| Mức 3  | Một vài người có thể cảm nhận được nếu đang ở trong nhà; ngược lại, họ sẽ không thấy gì nếu đang ở bên ngoài.                               |
| Mức 4  | Một số đồ vật nhỏ như đĩa, bát... có thể bị dịch chuyển.                                                                                    |
| Mức 5  | Phần lớn mọi người đều có thể cảm nhận được ngay cả khi đang ngủ. Những cánh cửa sẽ bị đóng sập lại, bình hoa bị vỡ...                      |
| Mức 6  | Mọi người sẽ cảm thấy được cơn địa chấn này khiến cho việc đi lại khó khăn, đồ vật hư hỏng, thậm chí phá hủy các ngôi nhà có kiến trúc kém. |
| Mức 7  | Gây ra trở ngại trong việc di chuyển, thậm chí ngay cả khi đang trong ô tô, rất nguy hiểm đối với các ngôi nhà tồi.                         |
| Mức 8  | Phá hủy các ngôi nhà có nền yếu và một số công trình như cầu cống...                                                                        |
| Mức 9  | Khá nguy hiểm đối với những tòa nhà cao tầng, phá hủy các công trình giao thông dưới lòng đất.                                              |
| Mức 10 | Phần lớn các ngôi nhà đều bị phá hủy, có thể gây ra các hiện tượng như sạt lở đường.                                                        |
| Mức 11 | Hầu hết các công trình trên đường lẫn dưới mặt đất đều bị hư hỏng nặng.                                                                     |
| Mức 12 | Gần như mọi thứ đều bị phá hủy, mặt đất dịch chuyển theo những đường cong, có thể làm sạt lở các mỏm đá.                                    |

### So sánh với thang độ lớn mô men
Tác động của một trận động đất có thể thay đổi rất nhiều ở các địa điểm khác nhau, nên có thể có nhiều giá trị cho cường độ Mercalli được đo cho cùng một trận động đất. Những giá trị này có thể được hiển thị rõ nhất bằng cách sử dụng bản đồ đường đồng mức cường độ, được biết đến là bản đồ đẳng chấn. Tuy nhiên, mỗi trận động đất chỉ có một độ lớn.